# Васильченко, Алексей Андреевич
Алексе́й Андре́евич Васи́льченко (6 апреля 1913, станица Усть-Белокалитвинская, область Войска Донского — 13 мая 1942, Харьковская область) — советский военный лётчик, участник Великой Отечественной войны, заместитель командира эскадрильи 316-го разведывательного авиационного полка. Герой Советского Союза (1942), старший лейтенант.

## Биография
Родился 6 апреля 1913 года в станице Усть-Белокалитвинская, одноимённой волости Донецкого округа области Войска Донского (ныне это город Белая Калитва в Ростовской области), в крестьянской семье. Русский. Вскоре после его рождения семья переехала в Красный Луч.
Член ВКП(б) с 1932 года. В 1934 году окончил Краснолучский горный техникум в городе Красный Луч, работал электромонтёром, посещал местный аэроклуб. Был женат, жена: Васильченко Мария Акимовна на момент гибели мужа проживала в селе Рудня, райцентре Сталинградской области, по адресу: улица Октябрьская, дом 88.
В Красной армии с 1934 года. 20 сентября 1934 года поступил в 11-ю военную школу военных пилотов, располагавшуюся в Ворошиловграде, которую окончил в 1936 году. 5 ноября 1936 года был зачислен пилотом в 18-ю легко-бомбардировочную эскадрилью, 5 апреля 1938 года приказом Киевского военного округа был переведен в 17-й корпусной авиационный отряд, а 28 ноября в 44-ю войсковую разведывательную авиационную эскадрилью. 28 декабря 1938 года Васильченко было присвоено воинское звание лейтенант с переводом на должность — младший лётчик. Воинскую присягу принял 23 февраля 1939 года. В сентябре принял участие в Польском походе РККА. 2 октября 1940 года был направлен в 316-й отдельный разведывательный авиационный полк на должность старшего лётчика, 20 декабря стал командиром звена.
В личной учётной карточке получил положительную оценку. Несмотря на полученный в 1936 году в период учёбы в авиационном училище выговор за выпивку, во время последующей службы взысканий в личном деле не имел. О Васильченко отзывались как о политически развитом, идеологически устойчивом и дисциплинированном человеке, который любит и хорошо умеет летать. Также отмечалось, что благодаря общительности и остальным вышеуказанным качествам, Алексей стал авторитетным специалистом в среде сослуживцев.
Участник Великой Отечественной войны с июня 1941 года. Воевал на Юго-Западном фронте. 5 июля в районе Новоград-Волынского был сбит звеном истребителей Me-109, но смог посадить самолёт на своей территории и уже 8 июля добрался на свой аэродром. К ноябрю 1941 года, моменту своего представления в высшей государственной награде, совершил 121 боевой вылет на разведку, неоднократно доставлял ценные сведения. За это время сбросил над расположением вражеских войск 40 тысяч листовок, 160 раз подвергался обстрелу зенитной артиллерией. 6 ноября 1941 года Васильченко получил очередное звание — старший лейтенант.
Указом Президиума Верховного Совета СССР «О присвоении звания Героя Советского Союза начальствующему и рядовому составу Красной армии» от 27 марта 1942 года за «образцовое выполнение боевых заданий командования на фронте борьбы с немецкими захватчиками и проявленные при этом мужество и геройство» лейтенанту Васильченко Алексею Андреевичу присвоено звание Героя Советского Союза.
30 декабря 1941 года 316-й отдельный разведывательный авиационный полк был расформирован, и Васильченко был переведён на должность заместителя командира эскадрильи 431-го штурмового авиационного полка. С началом Харьковской операции полк активно действовал на харьковском направлении. 13 мая 1942 года самолёты 431-го шап осуществляли штурмовку мотомеханизированных частей и артиллерийских позиций противника в районе Терновое, Каменная Яруга, Зарожное. С этого боевого задания старший лейтенант А. А. Васильченко не вернулся, погиб над целью в районе Терновой.
Похоронен в селе Сподобовка Шевченковского района Харьковской области Украины.

## Награды
- медаль «Золотая Звезда» Героя Советского Союза (27.03.1942[8])
- орден Ленина (27.03.1942[8]).

## Память
- В городе Красный Луч[3]:
  - именем Алексея Васильченко названа улица;
  - на зданиях школы № 1 и горно-промышленного колледжа установлены мемориальные доски[~ 3];
  - в парке перед дворцом культуры имени Ленина установлен бюст[~ 4];
  - его имя присутствует на памятнике погибшим лётчикам[~ 5].
- На могиле Героя в селе Сподобовка установлен бюст[3][~ 6];
- В бывшем райцентре пгт. Шевченково его фамилия указана на памятном знаке мемориала Вечной Скорби Шевченковщины[3];
- Васильченко увековечен на Аллее Славы в парке имени Маяковского в Белой Калитве[5][~ 7].

## Комментарии
1. ↑  В учётных карточках и в донесении о безвозвратных потерях местом рождения значится хутор Демишев, расположенный в том же районе, в 30 километрах на северо-восток от Белой Калитвы[1][2].
2. ↑  Кроме Васильченко в тот же день не вернулись с задания ещё три лётчика 431-го шап, в том числе будущий Герой Советского Союза Гавриил Иванович Игнашкин[13].
3. ↑  Мемориальная доска на здании колледжа установлена в 1972 году. Адрес колледжа: Луганское шоссе, дом 27[3].
4. ↑  Бюст установлен в 1976 году в рамках кампании к 30-летию Великой Победы над фашистской Германией. Скульпторы — Н.Н. Щербаков, Н.В. Можаев[15].
5. ↑  Памятный знак установлен в 1975 году[3].
6. ↑  Памятный знак включён в список памятников и монументального искусства Харьковской области. Решение № 328 от 23.05.1983 принято исполнительным комитетом Харьковского областного совета народных депутатов. Охранный номер: 1875[16].
7. ↑  Памятник установлен в 1985 году, является объектом культурного наследия в Ростовской области. Решение № 301 «О принятии на государственную охрану памятников истории и культуры в Ростовской области» от 18.11.1992 было принято Ростовским областным Советом народных депутатов. Номер в реестре: 611510363630005, учётный номер: 61-66492[17].